# Насриды
Насри́ды (араб. بنو نصر‎, бану́ наср, исп. Nazarí) — династия мусульманских правителей, правивших Гранадским эмиратом с 1230 по 1492 годы. Создали в Гранаде один из известных образцов искусства мусульманской Испании — дворцовый комплекс Альгамбра (араб. الحمراء‎, аль-хамра́ — красный).

## История

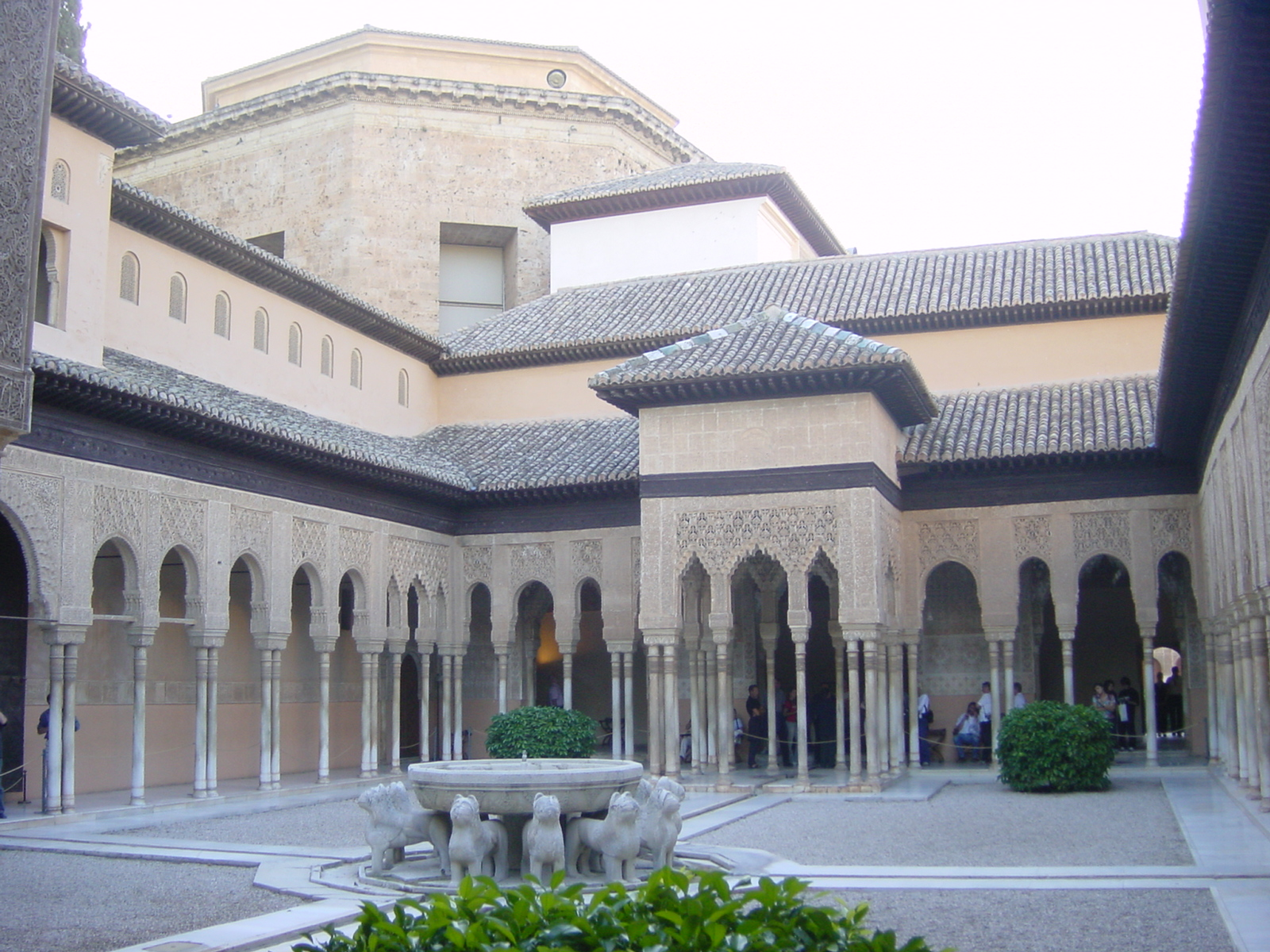
Львиный двор во дворце Насридов, Альгамбра

В 1230 году Мухаммад аль-Галиб из рода Бану-Наср захватил у Альмохадов Хаэн и сделал своей столицей. Вскоре его власть распространилась на Басу, Гуадис, Гранаду. Ради сохранения своих земель от нападений кастильцев Мухамад I аль-Галиб признал себя вассалом Фердинанда III и помогал ему в борьбе с другими государствами Аль-Андалуса.
Потомки Мухаммада аль-Галиба правили в Гранадском эмирате лишь до 1313 года, после чего их сместили потомки Исмаила (брата основателя династии). Но и среди них были часты перевороты. В смуты часто вмешивались Кастилия, Марокко и другие соседи. Что нашло отражение в Повести о Сегри и Абенсеррахах.
В 1481 году при Абуль-Хасане Али война с христианами возобновилась. Но из-за мятежей сыновей эмира Мухаммада и Юсуфа силы гранадцев были ослаблены и это привело к падению Гранады в 1492 году. Мухаммед XII Боабдиль  и другие представители рода переселились в Марокко.

## Список Насридов правителей Гранадского эмирата
- 1230—1272: Мухаммад I аль-Галиб
- 1273—1302: Мухаммад II аль-Факих
- 1302—1309: Мухаммад III аль-Махлу
- 1309—1313: Наср ибн Мухаммад
- 1314—1325: Исмаил I ибн Фарадж
- 1325—1333: Мухаммад IV ибн Исмаил
- 1333—1354: Юсуф I ибн Исмаил

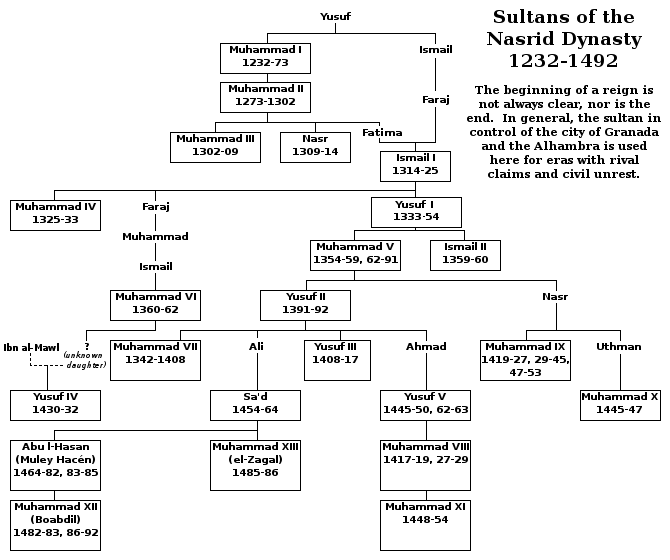
Родословное древо Насридов

- 1354—1359, 1362—1391: Мухаммад V аль-Гани
- 1359—1360: Исмаил II ибн Юсуф
- 1360—1362: Мухаммад VI аль-Ахмар
- 1391—1392: Юсуф II аль-Мустагани
- 1392—1408: Мухаммад VII аль-Мустаин
- 1408—1417: Юсуф III ан-Насир
- 1417—1419, 1427—1429: Мухаммад VIII аль-Мутамассик
- 1419—1427, 1430—1431, 1432—1445, 1448—1453: Мухаммад IX аль-Галиб
- 1432: Юсуф IV ибн аль-Мавл
- 1445—1446, 1462: Юсуф V ибн Ахмад
- 1446—1448: Мухаммад X аль-Ахнаф
- 1453—1454: Мухаммад XI ибн Мухаммад
- 1454—1464: Сад аль-Мустаин
- 1464—1482, 1483—1485: Абу-ль-Хасан Али, по прозвищу Мулей Хасен
- 1482—1483, 1486—1492: Абу Абдаллах Мухаммад XII, по прозвищу Боабдиль
- 1485—1486: Мухаммад XIII аз-Загалл, по прозвищу аз-Загалл